# 竹内康浩 (アメリカ文学者)
竹内 康浩（たけうち やすひろ、1965年 - ）は、日本の米文学者。北海道大学大学院教授。

## 略歴
愛知県出身。愛知県立半田高校卒業、東京大学文学部英文科卒業。朝日新聞記者を経て、東京大学大学院人文科学研究科修士課程修了。東京大学助手、一橋大学助教授、奈良女子大学助教授を経て現職。専門は19・20世紀のアメリカ文学。2019年、『マークＸ　誰がハック・フィンの父親を殺したか』（2015年に刊行した『謎とき「ハックルベリーフィンの冒険」』を基に英語で書き下ろしたもの）にて、日本人としては初めてエドガー賞評論・評伝部門の候補作に選ばれた。2022年、朴舜起との共著による『謎ときサリンジャー：「自殺」したのは誰なのか』で小林秀雄賞を受賞。

## 著書
- 『「ライ麦畑でつかまえて」についてもうなにも言いたくない―サリンジャー解体新書』荒地出版社、1998年
- 『ライ麦畑のミステリー』せりか書房、2005年
- 『東大入試　至高の国語「第二問」』朝日新聞出版、2008年
- 『謎とき「ハックルベリーフィンの冒険」ある未解決殺人事件の深層』新潮選書、2015年
- 『謎とき エドガー・アラン・ポー　知られざる未解決殺人事件』新潮選書、2025年

共著
- 『謎とき サリンジャー：「自殺」したのは誰なのか』朴舜起共著、新潮選書、2021年

## 主要論文
- 乗り物と替え玉：The Great Gatsbyを動かす法則　『英文学研究』70巻1号 1993年
- ポー解読：穴と反転　『英文学研究』70巻2号 1994年 （第16回　日本英文学会新人賞受賞論文）
- The Burning Carousel and the Carnivalesque: Subversion and Transcendence at the Close of The Catcher in the Rye. Studies in the Novel 34.2 (2002)
- 割れたレコードと『ライ麦畑でつかまえて』　『英語青年』149号9.10巻　2003年4月
- The Zen Archery of Holden Caulfield. English Language Notes 42.1 (2004)
- A Fascination with Corpses: Mark Twain's "Shameful Behavior." The Midwest Quarterly 54.2 (2013)
- Twain’s Trauma and the Unresolved Murder of Huckleberry Finn’s Father. Literary Imagination 15.3 (2013)
- Tracking Twain: The Unfulfilled Pursuit in Mark Twain’s Detective Fiction. American Literary Realism 48.2 (2016)

## 参考
- 北大文学部　Researchmap